# Leucosalpa poissonii
Leucosalpa poissonii är en snyltrotsväxtart som beskrevs av Bonati. Leucosalpa poissonii ingår i släktet Leucosalpa och familjen snyltrotsväxter. Inga underarter finns listade i Catalogue of Life.